# Мырзахметова, Мариям
Мариям Мырзахметова (каз. Мәрия Мырзахметова; 1908 год, аул Бесагаш, Аулиеатинский уезд, Сырдарьинская область, Российская империя — 3 января 1996, там же) — колхозница, звеньевая колхоза «Интымак», Герой Социалистического Труда (1948).

## Биография
Родилась в 1908 году в ауле Бесагаш (ныне — Жамбылский район Жамбылской области, Казахстан).
Трудовую деятельность начала в 1929 году. С 1943 года работала в колхозе «Интымак» Джамбулского района. Была назначена звеньевой свекловодческого звена.
В 1947 году свекловодческое звено под руководством Мариям Мырзахметова собрало с засеянной площади по 984 центнеров сахарной свеклы. За этот доблестный труд была удостоена в 1948 году звания Героя Социалистического Труда.
В 1947 году вступила в КПСС. С 1951 года по 1958 год была депутатом Джамбулского областного совета народных депутатов.
С 1951 года работала на Джамбулской опытной станции в ауле Бесагаш до ухода на пенсию в 1958 году.
Родила и воспитала пятерых детей.
Скончалась 3 января 1996 года, похоронен на мусульманском кладбище аула Бесагаш.

## Награды
- Герой Социалистического Труда (1948);
- Орден Ленина (1948).